# Jurij A. Beljaev
| 1993 Guacolda       | 25 luglio 1968 |
| 4228 Nemiro         | 25 luglio 1968 |
| 4590 Dimashchegolev | 25 luglio 1968 |
| 7450 Shilling       | 24 luglio 1968 |
| 23401 Brodskaya     | 25 luglio 1968 |
| 32731 Annaivanovna  | 25 luglio 1968 |
| 52225 Panchenko     | 25 luglio 1968 |

Jurij A. Beljaev (in russo Юрий А. Беляев?) (...) è un astronomo russo, citato in letteratura anche come Belayev.
Fu tra gli astronomi che riaprirono l'Osservatorio di Pulkovo dopo la ricostruzione post-bellica.
Il Minor Planet Center gli accredita la scoperta di sette asteroidi, effettuate nel 1968, tutte in collaborazione con Gurij Antonovič Pljugin.